# Unione di Ungheria e Romania
L'unione di Ungheria e Romania fu la proposta fallita di unire il Regno d'Ungheria con il Regno di Romania. Tali proposte furono più attive nel 1919 e nel 1920, sebbene fossero apparse un po' prima. Continuarono fino alla seconda guerra mondiale.

## Proposte
L'unione proposta sarebbe stata governata dalla casata degli Hohenzollern-Sigmaringen. Il progetto ha ricevuto sostegno e opposizione sia dalla parte rumena che dalla parte ungherese.
I motivi per cui la Romania favorì il progetto includevano la potenziale espansione dell'influenza della Romania più vicino a Vienna, una maggiore sicurezza del confine occidentale della Romania, una riduzione delle possibilità che l'Ungheria riprendesse la Transilvania e la prevenzione del ritorno al potere degli Asburgo in Ungheria.
Le ragioni dell'Ungheria per favorire l'unione proposta erano la prevenzione dell'isolamento politico dell'Ungheria e le speranze ungheresi di riavere la Transilvania, o almeno di garantire l'autonomia per la minoranza ungherese della Transilvania. Come incentivo per l'Ungheria ad accettare l'unione proposta, la Romania si è offerta di sostenere l'Ungheria nella difesa dei suoi territori occidentali dall'Austria e di aiutare l'Ungheria a riconquistare la Slovacchia e gli ex territori meridionali dell'Ungheria.
Ogni proposta di unione fallì a causa dell'opposizione in Ungheria e Romania, così come per l'opposizione di altri paesi, in particolare la Serbia e poi la Jugoslavia, la Cecoslovacchia e le potenze dell'Intesa.